# César Chabrun
Pour les articles homonymes, voir Chabrun.
César (Hippolyte Joseph) Chabrun, né le 14 décembre 1880 à Mayenne et mort le 30 octobre 1934 à Paris (6e), est un homme politique français. juriste, docteur en droit, professeur à la faculté de droit libre de Lille puis de Paris.

## Biographie

### Origine
Il est le fils du docteur César (Léon) Chabrun, médecin chef des hôpitaux de Mayenne, conseiller général de la Mayenne et de Marie-Madeleine Chaudet. Il épouse à Paris Marthe Audibert, fille du professeur Adrien Audibert, le 31 mai 1911. Chabrun était l'élève d'Adrien Audibert.
Il a trois fils : Jacques (1912-1930) ; Jean-François Chabrun ; Daniel Chabrun.
Il mène une carrière à la fois de juriste et d'homme politique.

### Études
Après brillantes éludes à Mayenne et au collège Stanislas, à Paris, il entre comme étudiant à l'École libre des sciences politiques de Paris. Il effectue pendant son passage à cette école une étude sur Les bourgeois du Roi, École libre des sciences politiques (Paris], éditée en 1908.
En même temps que ses études juridiques, il poursuit à la Sorbonne des études littéraires approfondies et y obtient le diplôme de licencié ès lettres. Ses études de droit sont couronnées par le double titre de docteur ès sciences juridiques et de docteur ès sciences économiques et politiques. Il écrit à cette occasion deux thèses qui sont l'une et l'autre récompensées par le premier prix du concours des thèses de la faculté de droit de Paris. Avec cette réalisation il nommé maître de conférences à cette Faculté.

### Professeur
À la suite du concours d'agrégation, il est nommé chargé de cours à la Faculté de Droit de Dijon où il professe deux ans. Peu après, il obtient la place de premier secrétaire à la Conférence des avocats à la Cour de cassation et au Conseil d'Etat. Enfin il entre comme professeur à la Faculté libre de Droit de Lille. Il vient ensuite à Paris où il enseigne à la Faculté de droit libre et à l'École des hautes études sociales.
Jusqu'en 1914, il consacre toute son activité à sa carrière de professeur. Premier secrétaire à la Conférence des avocats au Conseil d'État et à la Cour de cassation, il est professeur aux facultés libres de Lille et de Paris.
Il s'est particulièrement occupé des questions sociales et des questions agricoles et ouv ières dans lesquelles il a acquis une compétence incontestée. Il est membre de la Commission générale des « Semaines sociales de France » où  il enseigne.

### Première guerre mondiale
Lorsque la guerre éclate, César Chabrun, qui était lieutenant de réserve, part au premier jour avec le 130e régiment d'infanterie. Aux combats de Virton, il est grièvement blessé : il reçoit des blessures multiples dont une au genou qui vont le tenir éloigné du front pour le reste de la campagne et lui laisser une infirmité. Il obtient une citation à l’ordre du jour.
César Chabrun était encore en traitement lorsque le Ministre de la Guerre lui demande d'aller prendre une place de rapporteur au conseil de guerre de Chaumont. Il s'y rend en toute hâte, mais ses forces le trahissant, on doit le renvoyer pour deux mois a l’hôpital. Il rejoint ensuite son poste à Chaumont, mais pour peu de temps. Alexandre Millerand, alors ministre de la guerre, qui connait sa compétence juridique, l’appelle à l’état-major général de l’armée pour y traiter des questions de législation militaire. Il devint ainsi le subordonné direct de Georges Clémenceau qui, pour le récompenser des services rendus, le fit chevalier de la Légion d’honneur.

### Journaliste
Il collabore à de grands journaux tels que le Journal des Débats et La Libre Parole, alors un organe catholique de la tendance Action libérale populaire, et à des revues comme la Revue des deux Mondes, où il a écrit un retentissant article sur Woodrow Wilson.

### Politique
Il est élu aux Élections législatives de 1919. Il est élu député de la Mayenne de 1919 à 1932. Il est d'abord inscrit au groupe de l'Entente républicaine démocratique, puis à celui de l'Action républicaine et sociale, et ensuite au groupe républicain-socialiste et socialiste français renommé en 1929 le Parti socialiste français.
Conservateur à l'origine, il milite ensuite au Parti socialiste français, ce qui lui attire des rancunes tenaces et l'hostilité de l'Église catholique romaine. Ami de Léon Blum et d'Édouard Herriot, il est trésorier de la Ligue des droits de l'homme et initie le jeune Maurice Schumann à la politique.
Avec Daniel Vincent et Justin Godart, il est à l'origine de la loi sur la capacité civile des syndicats. (voir la thèse de M. Naquet : Ligue des droits de l'Homme, syndicalisme et syndicats). Par ailleurs, il est un des dirigeants de la Ligue des droits de l'homme sur laquelle il exerça une influence importante.
Il est sous-secrétaire d’État à l’Instruction publique et aux beaux-arts, chargé de l’Enseignement technique du 23 février 1930 au 1er mars 1930.
Remarquable peintre du dimanche, il participe de l'école de Morestel (Ravier).
Battu aux élections de 1932, il se retire de la scène politique mais milite à la ligue des droits de l'homme dont il est élu trésorier.
La maladie l'emporte prématurément quelques mois plus tard. Il est inhumé à Crémieu dans l'Isère.

## Marthe Chabrun après 1934
Marthe Chabrun, née Audibert, (fille d'Adrien Audibert professeur de Droit à la faculté de Lyon et Paris et de Jeanne Munier) sa femme et collaboratrice, grande germaniste, se lance dès la mort de son mari dans l'action : dès 1934, pionnières de l'antifascisme, elle crée et préside le comité de défense des prisonniers politiques, se rend courageusement seule en Allemagne voir Ernst Thälmann dans sa prison de Berlin et en Roumanie pour encourager et soutenir Ana Pauker et les premiers communistes emprisonnés par les nazis. Elle accueille à Paris les réfugiés politiques qui fuient le fascisme qui s'étend à l'est : Allemands, Tchèques, Autrichiens, Juifs, Roumains puis les réfugiés du sud, Italiens et Espagnols.
Elle organise le voyage du petit-fils de Trotsky qui va rejoindre son grand-père au Mexique.
Elle reçoit régulièrement Francesco Fausto Nitti, et les frères Carlo Rosselli et Nello Rosselli qui lui rendent visite quinze jours avant leur assassinat par la cagoule.
Pendant la guerre elle adhère au Parti communiste français, sa maison devient un lieu de rencontre et d'asile pour de nombreux réfugiés politiques .
Durant la résistance, elle est surnommée la "mère Arag".
Son fils Jean-François Chabrun est emprisonné à Rennes et à la Santé.
En 1942 la Gestapo vient le chercher Boulevard Arago.
La Gestapo vient aussi à Crémieu. André Prenant chef du maquis d'Achères-la-Forêt, fils de Marcel Prenant, et Boris Rybak ainsi que Jean-François Chabrun venaient de partir à l'aube, forçant ceux-ci à rentrer à Paris où Boris Rybak vit quelque temps chez les Chabrun.
Daniel Chabrun, son plus jeune fils, sert de boite aux lettres pour la revue clandestine La Main à Plume.
Elle fait partie de l'Union des femmes françaises dès sa création. Elle militera dans les organisations de gauche jusqu'à sa mort en 1972.
Marthe Chabrun est inhumée près de César Chabrun à Crémieu, en Isère, berceau de sa famille paternelle.

## Publications
- Les Bourgeois du roi. Rousseau.
- Essai sur la « querella inofficiosi testamenti », Paris, A. Rousseau, 1906
- La Réforme des services publics. Chronique Société de France
- La Deductio quae moribus fite.
- Économique d'abord.
- République socialiste des coopératives. Valois
- Déflation et dévaluation. Rapports, travaux et comptes rendus, vœux et résolutions de la Troisième semaine de la monnaie (tenue à Paris du 29 mai au 2 juin 1933). Paris, Maison coopérative du livre 1934.